# Erhart starší z Kunštátu
Erhart z Kunštátu (též Erhard) byl moravský šlechtic z rodu pánů z Kunštátu a pokračovatel kunštátské větve.

## Původ a život
Jeho rodiči byli Smil z Kunštátu a matkou Eliška I. z Hradce. První písemná zmínka o Erhartovi pochází z roku 1360. Do veřejného života vstoupil nenápadně, ovšem na přelomu 14. a 15. století začala jeho hvězda stoupat.
V roce 1377 vystupoval jako pověřenec markraběte a v roce 1398 jako brněnský komorník. Jeho aktivní podpora markraběte Jošta mu přinesla ohromné zbohatnutí. Již roku 1384 získal hrad Pyšolec. Roku 1385 se účastnil tažení moravských markrabat do Uher, jehož cílem bylo prosazení Zikmunda Lucemburského, bratrance markrabích, na uherský trůn.
V roce 1386 získal tvrz a městečko Napajedla a další zboží. Erhart se účastnil i bojů na straně Jošta v moravských markraběcích válkách, byl i Joštovým vyjednávačem. Roku 1389 se účastnil tažení proti Janu Ozorovi z Boskovic a získal jeho konfiskované statky. V roce 1396 získal od markraběte Jošta hrad Bouzov, který byl důležitým opěrným bodem v kraji, ovládaném Prokopovou stranou. V roce 1391 koupil od svého příbuzného Erharta ze Skal tvrz a ves Stařechovice. Postupně se mu podařilo získávat další majetky, stal se i věřitelem olomouckého biskupství. Roku 1404 získal jihočeskou Bechyni, zanedlouho získal hrad Malenovice s podhradním městečkem a 14 vesnicemi. V roce 1406 došlo ve Vodňanech k incidentu, na jehož konci byli Erhart a jeho syn Erhart mladší označeni jako zemští škůdci. Král však zanedlouho uznal i svoje určité zavinění a oběma odpustil. Erhart starší z Kunštátu zemřel na podzim roku 1406.
Svému synovi Erhartovi mladšímu z Kunštátu odkázal osm hradů, tři města, osm městeček a 160 vesnic. Kromě stejnojmenného syna měl Erhart ještě další dva syny. Jan však zemřel již roku 1402, takže otec ho přežil, Jiří (Jurg) sdílel majetky s Erhartem mladším a nebyl společensky nijak aktivní. V roce 1410 se psal s predikátem "z Boskovic" a krátce na to zemřel, aniž by se stačil oženit a mít potomstvo. Erhart starší měl dále dcery Žofku, Elišku, Jitku a Markétu.